# Manolo Algarra
Manuel Algarra (València, 1965 - 5 d'abril de 2022) fou un artista faller, conegut per haver plantat a la comissió Almirall Cadarso-Comte d'Altea durant 17 anys, fins les falles 2022.
Sense vinculació prèvia amb el món faller, entra com aprenent al taller d'Enrique Viguer, amic d'infantesa del pare. Plantà la seua primera falla en Montolivet, el 1987. El 2003 fa un primer premi de Primera A a la comissió Ramiro de Maeztu-Humanista Furió. Des del 2005 planta a Almirall Cadarso, fent un segon premi d'especial el 2011. Feu huit ninots indultats entre 2011 i 2021, sent en el moment de la seua mort l'artista amb més ninots indultats de la història.
Des del 2008 plantà a les fogueres d'Alacant, amb quatre primers premis consecutius des del 2015, i quatre ninots indultats en anys diferents.